# Gereu
Gereu (en llatí Geraeus, en grec antic Γήραιος) fou un poeta grec, natural de Cirene, autor d'un epigrama sobre el poeta Àrat o Aratos que figura a l'Antologia grega. (Anth. Graec. vol. 13. p. 897).